# هارستون
هارستون (به انگلیسی: Harston) یک روستا و محله مدنی در بریتانیا است که در کمبریج‌شر جنوبی واقع شده‌است. هارستون ۱٬۷۲۹ نفر جمعیت دارد.